# Eureka (1983)
Eureka is een Brits-Amerikaanse film uit 1983 van regisseur Nicolas Roeg.

## Verhaal
In 1925 vindt poolonderzoeker Jack McCann een grote hoeveelheid goud, wat hem een van de rijkste mensen ter wereld maakt. 20 jaar later woont hij op een tropisch privé-eiland, maar gelukkig is hij niet: zijn vrouw Helen is een alcoholiste, zijn rebelse dochter Tracy is getrouwd met de Franse playboy Claude Maillot en de maffia wil zijn eiland hebben om er een casino op te kunnen bouwen.

## Rolbezetting

### Hoofdrollen
| Acteur          | Personage                     |
| --------------- | ----------------------------- |
| Gene Hackman    | Jack McCann                   |
| Theresa Russell | Tracy McCann Maillot Van Horn |
| Rutger Hauer    | Claude Maillot Van Horn       |
| Jane Lapotaire  | Helen McCann                  |
| Mickey Rourke   | Aurelio D'Amato               |
| Joe Pesci       | Mayakofsky                    |
| Ed Lauter       | Charles Perkins               |

## Filmfestival Rotterdam
Alhoewel gefilmd in 1982 kwam de film pas in voorjaar 1984 in een Nederlandse bioscoop terecht. De filmmaatschappij vond de film eigenlijk niet geschikt voor de bioscoop. De thema’s macht, seks, mystiek en religie waren te expliciet in beeld gebracht, aldus United Artists. De film kreeg in Nederland haar première tijdens het Iinternational Film Festival Rotterdam. De videocassette was toen al een jaar te koop. Roeg kwam naar aanleiding van die vertoningen naar Rotterdam om een toelichting te geven. Het maakte hem niet uit of een eenmaal geschoten film als commercieel of alternatief werd beoordeeld; het ging er hem om dat de film vertoond en dus bekeken wordt. Hij weet het terugtrekken van de film aan een machtswisseling bij de filmmaatschappij, waarbij de bezem werd gehaald door producties van het vorige regime. Roeg nam zelf nog contract op met United Artists en die antwoordde dat hun vertegenwoordiging in de Verenigde Staten opdracht had gegeven de film niet of anders zo min mogelijk in bioscopen te vertonen. Hij lichtte voorts toe dat de enigszins groteske scenes zo bedoeld waren om de kijker een ongemakkelijk gevoel te geven (tegenover vlak gestreken personages of handelingen). Hij omschreef dat karaktertrekken van vader en dochter soms parallel lopen; de een is geobsedeerd door goud (vader) en de ander door seks (dochter).  Het bleef bij een enkele vertoning tijdens het filmfestival. De Vpro zond de film in 1988 op televisie uit, waarbij er nog een keer werd gewezen op het nauwelijks vertonen van de film in bioscopen.